# بوان (شهرضا)
بوان هي قرية في مقاطعة شهرضا، إيران. يقدر عدد سكانها بـ 139 نسمة بحسب إحصاء 2016.